# Santa Giuletta
Santa Giuletta (lombardul: Santa Giülëta) település Olaszországban, Lombardia régióban, Pavia megyében. Lakosainak száma 1556 fő (2023. január 1.). Santa Giuletta Torricella Verzate, Pinarolo Po, Mornico Losana, Barbianello, Pietra de’ Giorgi, Redavalle és Robecco Pavese községekkel határos.

## Népesség
A település lakossága az elmúlt években az alábbi módon változott:
| Lakosok száma | 1639 | 1607 | 1556 |
|               | 2017 | 2018 | 2023 |